# Josef Fränkel (Ingenieur)
Josef Fränkel (geboren am 26. Mai 1920 in Alwernia, Polen; gestorben am 31. Januar 1994 in Darmstadt) war ein deutscher Ingenieur und Vorsitzender der nach dem Zweiten Weltkrieg wiedererrichteten Jüdischen Gemeinde in Darmstadt.

## Leben
Josef Fränkel wuchs in Alwernia bei Krakau auf. Nach seinem Abitur und Verschleppung überlebte er verschiedene Zwangs- und Konzentrationslager. Seine Frau Johanna (geboren als Johanna Hornung am 13. Dezember 1925 in Beuthen O.S.) lernte er im KZ Groß-Rosen kennen. Nach der Befreiung 1945 wurde dem schwer lungenkranken Fränkel und seiner Frau die Einreise in die USA verwehrt. Er studierte von 1946 bis 1950 Maschinenbau an der TH Darmstadt und schloss das Studium als Diplomingenieur ab. Ab 1949 war er Mitglied der Jüdischen Studentenvereinigung Darmstadt.
Er arbeitete bis 1976 als Maschinenbauingenieur bei der Maschinenfabrik Pittler in Langen und entwickelte eine Reihe von Patenten für das Unternehmen.
Von Anfang der 1950er Jahre bis zu seinem Tod hatte er den Vorsitz der Jüdischen Gemeinde Darmstadt inne. Er war neben dem damaligen Darmstädter Oberbürgermeister Ludwig Engel Mitunterzeichner der Gründungsurkunde der Gesellschaft für christlich-jüdische Zusammenarbeit in Darmstadt vom 10. November 1954. Seine besondere Aufgabe sah er zunächst darin, sich um die sogenannten Displaced Persons, die es nach Darmstadt verschlagen hatte, zu kümmern und ein jüdisches Leben in der Stadt überhaupt wieder möglich zu machen. Da die Jüdische Gemeinde lange Zeit nur in einem Provisorium in der Darmstädter Osannstraße untergebracht war, engagierte er sich für den Neubau einer Synagoge in der Stadt. Diese konnte am 9. November 1988 eingeweiht werden. Josef Fränkel war einer der Festredner. Mit Josef Fränkel als Vorsitzendem erlebte so das jüdische Leben in Darmstadt einen neuen Auftrieb. Seinem Wirken ist die Einrichtung eines Museums zur jüdischen Geschichte in der Stadt 1991 zu verdanken.
In der jüdischen Gemeinschaft wurde er im Nachruf neben dem Offenbacher Max Willner und dem Erfurter Rafael Scharf-Katz als prominente Gründungs-Persönlichkeit der jüdischen Gemeinschaften in Deutschland nach dem Zweiten Weltkrieg gewürdigt.
Josef und Johanna Fränkel hatten einen Sohn (geboren 1955) und eine Tochter, die Künstlerin Ritula Fränkel (1952–2015). Seine Grabstätte befindet sich auf dem Jüdischen Friedhof in Darmstadt-Bessungen.

## Würdigung
Vom 20. Oktober bis 28. Dezember 1998 fand im Haus der Geschichte am Karolinenplatz eine Ausstellung des Hessischen Staatsarchivs Darmstadt zum Thema "...wohnen auf der verfluchten deutschen Erde" – Jüdisches Leben in Südhessen nach 1945 statt, die sich mit den DP-Lagern in Lampertheim, Lindenfels, Bensheim, Dieburg und Babenhausen nach 1945 sowie den Anfängen der Jüdischen Gemeinde Darmstadt befasste. Sie ist als digitales Archiv online abrufbar. Die Person Josef Fränkel und sein Wirken nimmt darin einen bedeutenden Platz ein.
Thomas Lange, Herausgeber von Judentum und jüdische Geschichte im Schulunterricht nach 1945, widmete den ersten Beitrag des Sammelwerks explizit dem Gedenken an Josef Fränkel.

## Veröffentlichungen
- (Hrsg.) Eva Reinhold-Postina, Moritz Neumann: Das Darmstädter Synagogenbuch. Eine Dokumentation zur Synagogen-Einweihung am 9. November 1988. Im Auftrag des Magistrats der Stadt Darmstadt und der Jüdischen Gemeinde Darmstadt, Verlag Roether, Darmstadt 1988, ISBN 978-3-792-90165-6. Darin:

- Mit Moritz Neumann: Neues jüdisches Leben nach der Katastrophe. S. 24–35
- Die Darmstädter Synagoge ist mehr als eine bloße Baumaßnahme. S. 73–81

- Josef Fränkel: Ansprache zur Einweihung der Synagoge, In: Presse- und Informationsamt Darmstadt: Die Bürgerschaft gibt der jüdischen Gemeinde eine Synagoge zurück: Einweihung der Synagoge in Darmstadt – 9. November 1989, DNB 891078134, Darmstadt 1989, S. 8–12